# Hoshen
Hoshen je informacijsko i obrazovno središte LGBT zajednice iz Izraela. Hoshen je međunarodna i neprofitna dobrovoljna organizacija koja se bori protiv stereotipa o seksualnoj orijentaciji i rodnom identitetu.
Hoshen ima više od 200 volontera koji svakodnevno rade na postizanju tog cilja, koristeći niz obrazovnih aktivnosti usmjerenih na različite društvene skupine: srednjoškolce i nastavnike, studente i članove akademske zajednice, policajce, vojnike, časnike, medicinsko osoblje, itd.
Hoshen je priznala Uprava za obrazovanje i psihologiju Ministarstva prosvjete.

## Vanjske poveznice
- Hoshen (engl.)